# After : Chapitre 3
Pour les articles homonymes, voir After.
Série After
After : Chapitre 2
(2020) After : Chapitre 4
(2022)
Pour plus de détails, voir Fiche technique et Distribution.
After : Chapitre 3 ou After : La Chute au Québec (After We Fell) est un film romantique américain réalisé par Castille Landon (en), sorti en 2021.
Il est adapté du roman After, saison 3 d'Anna Todd et constitue le troisième volet de la série de films After. Il est précédé par After : Chapitre 2 (2020) et est suivi par After : Chapitre 4 (2022).

## Synopsis
Le film commence par un flashback avec Carol et Richard, la mère et le père de Tessa, qui se disputent. Carol expulse Richard de la maison car il est alcoolique et a été licencié de son travail. La jeune Tessa voit son père s'en aller et court vers sa voiture en lui criant de ne pas partir. Au retour dans le présent, Richard se retrouve dans l'appartement de Tessa et Hardin. Tessa, qui veut développer une relation avec son père qu'elle n'a pas vu depuis des années, lui offre une douche et un endroit où rester. Richard explique qu'il a essayé d'appeler Tessa lors des vacances et de ses anniversaires précédents, mais il suppose que Carol n'a pas transmis les messages. Hardin hésite à ce que Tessa devienne trop proche de son père car il ne veut pas qu'elle soit blessée. Hardin offre à Richard de l'argent pour partir mais il ne l'accepte pas et explique qu'il n'est là que pour créer une relation avec sa fille.
Sur le campus, Tessa et Landon, le demi-frère de Hardin, discutent de son déménagement à Seattle avec la maison d'édition de Christian Vance et il demande si elle a trouvé un endroit où vivre. Landon explique que Tessa n'aura pas le temps de se consacrer à sa relation avec Hardin alors que celui-ci s'approche, interrompant et mettant fin à la conversation. En colère, Hardin interroge Tessa sur la date de son départ. Tessa répond qu'elle déménagera dans une semaine et qu'elle espère que Hardin la rejoindra. Hardin explique qu'il espérait que les deux déménagent à Londres après l'obtention de leur diplôme. Tessa termine la conversation , prétextant un retour en classe, disant à Hardin qu'ils continueront la conversation plus tard. En colère, Hardin retourne à leur appartement et trouve Richard en train de manger des céréales sur le canapé. Hardin reçoit un appel téléphonique de sa mère, Trish, qui lui demande comment il se débrouille avec le départ de Tessa à Seattle. Trish explique qu'elle est au courant pour Seattle parce qu'elle et Vance en ont déjà parlé. Trish explique également son amitié étroite avec Vance.
Hardin propose un tour à Richard, et ils se retrouvent tous les deux dans un bar. Alors que Hardin montre à Richard des photos de Tessa, un passant ivre fait des commentaires obscènes à propos de Tessa, ce qui pousse Hardin et Richard à se battre contre lui. Le barman appelle Tessa pour qu'elle vienne les chercher. Après leur retour du bar, Richard s'endort sur le canapé et Tessa et Hardin vont dans leur chambre, où Tessa lui dit qu'ils sont tous deux alcooliques. Hardin séduit Tessa avec un morceau de glace et des excuses ivres. Le lendemain matin, Richard quitte l'appartement. Hardin et Tessa discutent du déménagement, qui se transforme rapidement en dispute. Hardin explique qu'il n'y a rien pour lui à Seattle et qu'avoir Tessa n'est « pas suffisant ». Tessa se rend au bureau où Kimberley, la femme de Vance, lui propose de rester avec elle et Vance à Seattle. Tessa accepte les excuses de Hardin et les deux conviennent d'être plus communicatifs.
Tessa et Hardin accompagnent le père de Hardin, Ken, sa belle-mère, Karen et Landon à leur maison familiale du lac pour le week-end. Le groupe sort sur un bateau, passe un agréable moment. Alors que la famille est sortie dîner, Hardin rencontre une amie de son passé, Lilly, au restaurant. Il présente Lilly à Tessa et lui dit qu'il sera à leur table dans un instant. Leur serveur, Robert, flirte ouvertement avec Tessa pendant l'absence d'Hardin. Plus tard, alors qu'ils sont seuls, Hardin et Tessa font l'amour dans le bain à remous de la maison du lac. Hardin demande à Tessa si elle a déjà eu des sentiments émotionnels envers son collègue, Trevor. Alors qu'elle commence à admettre qu'elle en a eu un bref instant, Hardin s'en va. Injoignable après plusieurs appels téléphoniques, il répond finalement à Tessa en déclarant qu'il est sorti avec Lilly. Tessa demande à Landon de prendre un verre. Elle sort seule et tombe sur Robert qui est au bar. Hardin et Lilly apparaissent au bar et Lilly explique à Tessa qu'elle est gay. Robert donne à Tessa son numéro de téléphone alors qu'elle le fait sortir. Le lendemain, Hardin trouve le numéro de téléphone de Robert dans les affaires de Tessa, provoquant un départ anticipé. De retour à leur appartement, Tessa range le reste de ses affaires dans sa voiture et déménage chez Vance à Seattle.
Hardin trouve le journal de Tessa, passant au hasard à une page intitulée « Douleur » où Tessa décrit toute la douleur que Hardin lui a causée. Après des jours sans parler, Tessa l'appelle. Hardin répond alors qu'il boxe avec Landon et un entraîneur personnel pour apaiser sa colère. Vivant toujours chez eux, Tessa apprend que Kimberley et Vance vont avoir un enfant. Hardin fait un cauchemar où Tessa et Robert font l'amour, ce qui le hante pendant la journée. Il surprend Tessa à Seattle et admet avoir lu son journal et s'excuse pour la douleur qu'il lui a causée. Tessa trouve Hardin dans le gymnase de Vance, en train de boxer. Il explique son rêve à Tessa et lui explique ses inquiétudes. Hardin reçoit un appel téléphonique de sa mère et Kimberley explique qu'il doit s'agir de son prochain mariage. Hardin et Tessa passent la journée ensemble à Seattle. II rentre chez lui et trouve Richard abattu, allongé sur le sol de la salle de bain. Hardin offre une montre à Richard pour payer un homme à qui il doit de l'argent. Tessa se rend à un rendez-vous pour sa pilule et on lui dit qu'elle a peut-être un problème avec son col de l'utérus et qu'elle ne tombera peut-être jamais enceinte. Hardin se confie à son père sur son déménagement à Seattle. Hardin retourne voir Tessa et lui dit qu'il envisage de déménager à Seattle dans deux mois. Hardin trouve Vance boxant et discute du mariage de Trish.
Hardin, réticent à montrer à Tessa sa ville natale, accepte d'assister au mariage de sa mère à Londres, en emmenant Tessa. Alors que Tessa participe aux préparatifs de dernière minute avec Trish, Hardin erre dans les rues de Londres et en profite pour boire un verre avec ses amis locaux. La veille du mariage, Hardin surprend Trish et Vance en train de faire l'amour dans la cuisine, provoquant une altercation entre Hardin et Vance. Tessa ordonne à Hardin de partir et comme ils sont à l'étage, Hardin s'effondre en demandant à Tessa de ne jamais le quitter. Trish et Mike se marient le lendemain, malgré les activités de la veille. Tessa est assise avec Kimberley et celle-ci admet qu'elle aime Vance et ne peut pas rester en colère contre lui. Hardin rencontre Vance dans un bar d'hôtel où ils discutent des événements de la nuit précédente. Alors que Kimberley et Tessa discutent sur le banc du parc, elle explique que Trish et Vance ont une histoire, que Vance est le vrai père de Hardin. La scène se passe au bar où Vance vient de dire à Hardin la même information. Hardin quitte le bar, les larmes aux yeux, choqué et en colère. Tessa cherche Hardin et Hardin la cherche. Tessa retrouve Hardin et Hardin retrouve Tessa. Ils s'embrassent.

## Fiche technique
Sauf indication contraire, les informations mentionnées dans cette section peuvent être confirmées par la base de données cinématographiques IMDb,  présente dans la section « Liens externes ».
- Titre original : After We Fell
- Titre français : After : Chapitre 3
- Titre québécois : After : La Chute
- Réalisation : Castille Landon
- Scénario : Anna Todd, d'après le roman After, saison 3 d'Anna Todd[1]
- Musique :
- Photographie : Larry Reibman
- Montage : Anita Brandt-Burgoyne
- Sociétés de production : Voltage Pictures, Offspring Entertainment, CalMaple Media, Frayed Pages Entertainment et Wattpad Studios
- Société de distribution : Open Road Films (États-Unis)
- Pays de production : États-Unis
- Langue originale : anglais
- Durée : 99 minutes
- Genre : drame, romance
- Dates de sortie :
  - Canada : 10 septembre 2021 (cinéma)
  - États-Unis : 30 septembre 2021 (cinéma)
  - France : 22 octobre 2021 (Prime Video)
- Interdit aux moins de 18 ans[Où ?]

## Distribution
- Josephine Langford (VF : Maryne Bertieaux ; VQ : Ludivine Reding) : Tessa Young
- Hero Fiennes-Tiffin (VF : Gauthier Battoue ; VQ : Alexandre Bacon) : Hardin Scott
- Carter Jenkins (VF : Juan Llorca ; VQ : Nicholas Savard L'Herbier) : Robert
- Louise Lombard (VF : Marjorie Frantz ; VQ : Nathalie Coupal) : Trish Daniels
- Arielle Kebbel (VF : Audrey Sourdive ; VQ : Kim Jalabert) : Kimberley
- Stephen Moyer (VF : Stéphane Roux ; VQ : Patrick Chouinard) : Christian Vance[2]
- Mira Sorvino (VF : Barbara Kelsch) : Carol Young
- Chance Perdomo (VF : Simon Koukissa-Barney ; VQ : Nicolas Bacon) : Landon Gibson
- Frances Turner (VF : Jacky Tavernier) : Karen Scott
- Rob Estes (VF : Maurice Decoster) : Ken Scott
- Kiana Madeira (VF : Élise Vigné) : Nora
- Atanas Srebrev (VF : Bruno Magne ; VQ : Frédéric Paquet) : Richard Young
- Angela Sari : Lilly

 Source et légende : version française (VF) sur RS Doublage et carton du générique de fin ; version québécoise (VQ) sur Doublage.qc.ca

## Production

### Genèse et développement
Castille Landon réalise le film en utilisant un scénario écrit par Sharon Soboil, en s'appuyant sur le roman After, saison 3 d'Anna Todd. Le film est produit par Jennifer Gibgot, Brian Pitt, Aron Levitz de Wattpad, Benjamin Dherbecourt, Mark Canton de CalMaple et Courtney Solomon.

### Attribution des rôles
Josephine Langford et Hero Fiennes-Tiffin reprennent leurs rôles de Tessa Young et Hardin Scott. Carter Jenkins joue Robert et Chance Perdomo, remplaçant Shane Paul McGhie, dans le rôle de Landon Gibson,.
Il est ensuite annoncé que les personnages de Kimberley, Christian Vance, Carol Young et Karen Scott ont été refondus parce que les acteurs originaux ne peuvent pas se rendre en Bulgarie en raison de la pandémie de Covid-19 ou qu'ils sont déjà engagés dans d'autres projets.

### Tournage
Le tournage d'After : Chapitre 3 et de sa suite After : Chapitre 4 commence à Sofia, en Bulgarie, en septembre 2020.

## Accueil

### Sortie
After : Chapitre 3 sort dans plusieurs pays européens le 1er septembre 2021,. Le film connaît un franc succès en Allemagne, en Russie, en Espagne, aux Pays-Bas et en Pologne, totalisant 9,2 millions de dollars de recettes lors de son week-end d'ouverture au box-office mondial. Il fait ses débuts au box-office belge et atteint 50 % du box-office total que le film précédent, After : Chapitre 2, a reçu lors de son week-end d'ouverture.
Le film sort le 30 septembre 2021 aux États-Unis. Dans certaines régions, il est diffusé directement sur Netflix le 21 octobre 2021[source secondaire nécessaire]. Au Royaume-Uni, en Italie et en France, il sort directement sur Amazon Prime le 22 octobre 2021.

### Critique
L'agrégateur d'avis Rotten Tomatoes donne une critique de 11 % sur la base de 9 avis avec une moyenne de 3,20/10.
Les revues en langues étrangères sont critiques,. Cinemanía évalue After : Chapitre 3 à 2/5 étoiles, le critiquant comme « réduit à la série désormais classique d'explosions de colère de Hero Fiennes-Tiffin » et estimant qu'« On pourrait presque dire que le film revient à ce qui se passe entre les scènes de sexe entre ses protagonistes (l'un d'eux même au téléphone) ». La Voz de Galicia est également critique, le qualifiant de « désordre hormonal avec des connotations de feuilleton chic » et le comparant à un « chapitre inachevé que vous ne pouvez continuer que si vous avez vu (et continuerez de regarder) les autres films ». Kirsten Hawkes, de Parent Previews, critique également le film, déclarant « qu'il n'y a aucune raison impérieuse de regarder ce film. L'intrigue est inintéressante et le jeu d'acteur de Hero Fiennes Tiffin se limite toujours à bouder, à ruminer et à se mettre en colère. Même la luminosité de Josephine Langford s'est estompée et elle semble maintenant sombre et fatiguée. Franchement, c'est probablement ce que ressentiront les téléspectateurs après avoir payé pour ce petit film savonneux ». Cath Clarke de The Guardian donne 1 étoile sur 5 et écrit : « Le jeu d'acteur est dans la norme des soap d'aujourd'hui et le sexe soft de bon goût est tourné de manière à ne pas ressembler à du vrai sexe. C'est sans érotisme, sans sueur et interprété avec des visages sans expression. On dirait que les cinéastes savent qu'ils doivent faire les morceaux de sexe, mais ne veulent pas vraiment les faire. Dans une scène, Hardin fait apparaître les bulles sur un bain à remous avec un mouvement de sourcils suggestif. « Oooh, c'est gentil » , roucoule Tessa, comme s'il venait de lui passer les crèmes pâtissières ».

### Box-office
Le 27 octobre 2021, aux États-Unis, le film se classe au box-office avec 2,2 millions de dollars et rapporte dans le reste du monde 19,4 millions de dollars, pour un total de 21,6 millions de dollars.
Aux États-Unis et au Canada, le film est projeté et rapporte 10 millions de dollars dans plusieurs salles. Le film réalise 428 300 $ de recettes lors du premier week-end après sa sortie. Ensuite, le film rapporte 12 111 $ le week-end suivant.
Dans d'autres territoires, le film entre dans 19 marchés mondiaux, comprenant la Bulgarie (26 935 $), la Colombie (96 030 $), la Croatie (178 229 $), la République tchèque (668 878 $), l'Allemagne (6,3 millions de dollars), la Hongrie (365 687 $), la Lituanie (93 949 $), le Mexique (558 016 $), Pays-Bas (2,5 millions de dollars), Portugal (605 175 $), Roumanie (431 917 $), Russie (3,2 millions de dollars), Serbie/Monténégro (127 566 $), Slovaquie (350 319 $), Slovénie (59 551 $), Afrique du Sud (174 017 $), Espagne (2,6 millions de dollars), les Émirats arabes unis (11 650 $) et l'Ukraine (552 665 $).

## Postérité
En octobre 2020, il est annoncé qu'After : Chapitre 3 aura droit à une suite, Castille Landon réalisant les deux films. After : Chapitre 4 sort en 2022 sur Prime Vidéo. Il est l'adaptation du roman After, saison 5 et constitue le quatrième volet de la série de films After. Une bande-annonce de After : Chapitre 4 sort sur YouTube, sous le titre québécois du film, After : L'Éternité.
Le 25 août 2022, Hero Fiennes-Tiffin annonce qu'un cinquième et apparemment dernier film, intitulé After : Chapitre 5 (After Everything), est en cours de tournage en secret. Des théories de fans veulent que le cinquième et dernier film soit une adaptation à l'écran du roman Before, préquel de la série After, mais le cinquième et dernier film sera la suite du quatrième film, et l'adaptation du roman After, saison 4.